# Майки (сериал, 2015)
Майки (на турски: Analar ve Anneler, най-близък превод Майки и майчици) e турски драматичен сериал, излязъл на телевизионния екран през 2015 г.

## Актьорски състав
- Хазар Ергючлю – Кадер
- Синем Кобал – Зелиха
- Окан Ялабък – Айхан
- Улаш Туна Астепе – Мустафа
- Метин Акдюлгер – Тахсин
- Бинур Кая – Нериман Туран
- Назан Кесал – Муазез
- Ахмет Тансу Ташанлар – Халил
- Бурак Тамдоан – Салих Ага
- Гюнеш Бербероглу – Фериде Юджесой
- Кубилай Карслъоглу – Осман Юджесой
- Бахар Селви – Айше
- Мерт Айгюн – Камил
- Рейхан Илхан – Хатидже
- Йонер Еркан – Емин
- Хакан Курташ – Мурат Туран
- Тугрул Арсевер – Фарук
- Бестемсу Йоздемир – Севги
- Къванч Касабалъ – Селчук

## В България
В България сериалът започва излъчване на 6 юли 2020 г. по TDC и завършва на 7 август. Дублажът е на студио „Медиа Линк“ и ролите се озвучават от артистите Мими Йорданова, Ани Василева, Георги Стоянов, Николай Николов и Здравко Методиев.